# Третий Кембриджский каталог радиоисточников
Третий Кембриджский каталог радиоисточников (3C) — это астрономический каталог космических радиоисточников первоначально обнаруженных на 159 МГц, и впоследствии на 178 МГц. Впервые опубликован в 1959 году группой радиоастрономов из Кембриджского университета (Кембриджская обсерватория). Ссылки на объекты из этого каталога, в научной литературе, используют префикс 3C, после которого, через пробел указывают номер объекта, например 3C 273. Каталог был создан при использовании Кембриджского интерферометра, расположенного на западе Кембриджа. Ранее этот интерферометр использовался для составления Второго Кембриджского каталога радиоисточников (2C), опубликованного в 1955 году.
В 1962 году каталог был переработан Беннеттом посредством наблюдений на 178 МГц и получил обозначение 3CR, где R от англ. revised - исправлен. Долгие годы 3CR считался наиболее полным и точным списком ярких радиоисточников на северной полусфере. В результате пересмотра каталога 3C из него исчез ряд прежних источников но были добавлены и новые. В число исключённых источников вошли: недостаточно яркие, имеющие спектральные плотности потоков ниже 9 Ян; или неразрешённые соседние источники, визуально слившиеся в один объект (эффект путаница). Чтобы избежать изменения уже устоявшейся нумеровки существующих источников (в порядке увеличения RA), новые источники получили имена с десятичным расширением. Например новый источник 3C 323.1 следует после 3C 323, по прямому восхождению, и предшествует 3C 324.